# Liste des interstates au Nebraska
Les Interstates au Nebraska font partie du réseau des autoroutes inter-états et sont entretenues par le Nebraska Department of Transportation (NDOT). L'État compte deux autoroutes principales et quatre auxiliaires.

## Autoroutes principales
| Numéro | Longueur (mi) | Longueur (km) | Terminus sud / ouest                                | Terminus nord / est                   | Créée | Notes |
| ------ | ------------- | ------------- | --------------------------------------------------- | ------------------------------------- | ----- | ----- |
| I-76   | 3,15          | 5,07          | I-76 à la frontière du Colorado près de Big Springs | I-80 près de Big Springs              | 1976  |       |
| I-80   | 455,32        | 732,77        | I-80 à la frontière du Wyoming à Pine Bluffs, WY    | I-80 à la frontière de l'Iowa à Omaha | 1957  |       |
|        |               |               |                                                     |                                       |       |       |

## Autoroutes auxiliaires
| Numéro | Longueur (mi) | Longueur (km) | Terminus sud / ouest                     | Terminus nord / est                                               | Créée | Notes |
| ------ | ------------- | ------------- | ---------------------------------------- | ----------------------------------------------------------------- | ----- | ----- |
| I-129  | 3,21          | 5,17          | US 20 / US 75 / US 77 à South Sioux City | I-129 / US 20 / US 75 à la frontière de l'Iowa à South Sioux City | 1976  |       |
| I-180  | 3,47          | 5,58          | US 34 à Lincoln                          | I-80 / US 34 / US 77 à Lincoln                                    | 1964  |       |
| I-480  | 4,15          | 6,68          | I-80 / US 75 à Omaha                     | I-480 / US 6 à la frontière de l'Iowa à Omaha                     | 1966  |       |
| I-680  | 13,32         | 21,44         | I-80 à Omaha                             | I-480 à la frontière de l'Iowa à Omaha                            | 1966  |       |
|        |               |               |                                          |                                                                   |       |       |